# Septobasidium sublilacinum
Septobasidium sublilacinum är en svampart som först beskrevs av Ellis & Everh., och fick sitt nu gällande namn av Edward Angus Burt 1916. Septobasidium sublilacinum ingår i släktet Septobasidium och familjen Septobasidiaceae.   Inga underarter finns listade i Catalogue of Life.